# Hernádszurdok
Hernádszurdok este un sat în districtul Gönc, județul Borsod-Abaúj-Zemplén, Ungaria, având o populație de 190 de locuitori (2011). 

## Demografie
Componența etnică a satului Hernádszurdok
     Maghiari (77,27%)
     Romi (22,73%)
Componența confesională a satului Hernádszurdok
     Romano-catolici (42,11%)
     Reformați (41,58%)
     Greco-catolici (2,11%)
     Fără religie (1,58%)
     Necunoscută (12,63%)
Conform recensământului din 2011, satul Hernádszurdok avea 190 de locuitori. Din punct de vedere etnic, majoritatea locuitorilor (77,27%) erau maghiari, cu o minoritate de romi (22,73%). Nu există o religie majoritară, locuitorii fiind romano-catolici (42,11%), reformați (41,58%), greco-catolici (2,11%) și persoane fără religie (1,58%). Pentru 12,63% din locuitori nu este cunoscută apartenența confesională.